# Ligue urbaine
Ne doit pas être confondu avec Ligue urbaine et rurale.

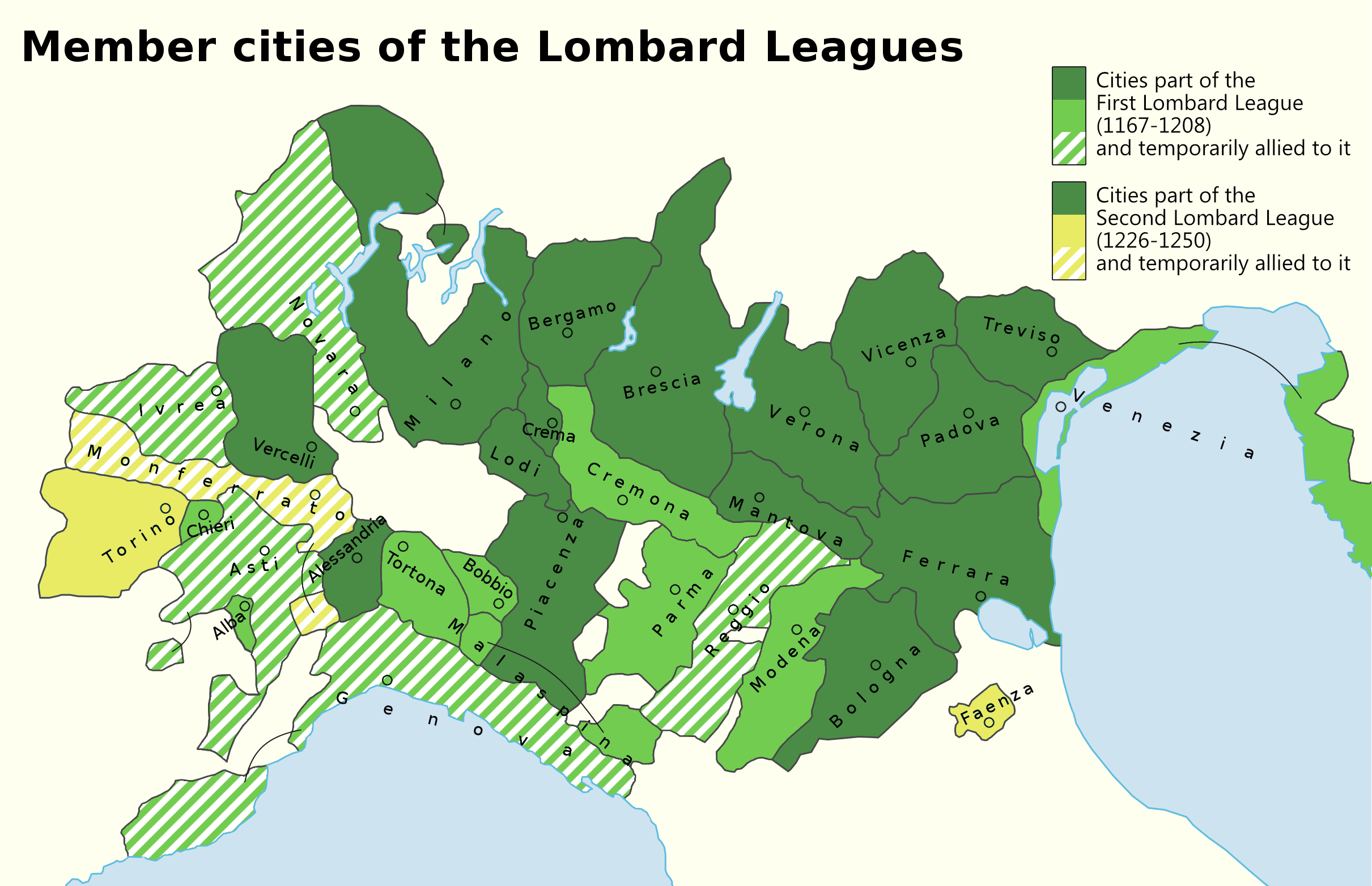
Villes membres de la Ligue lombarde.

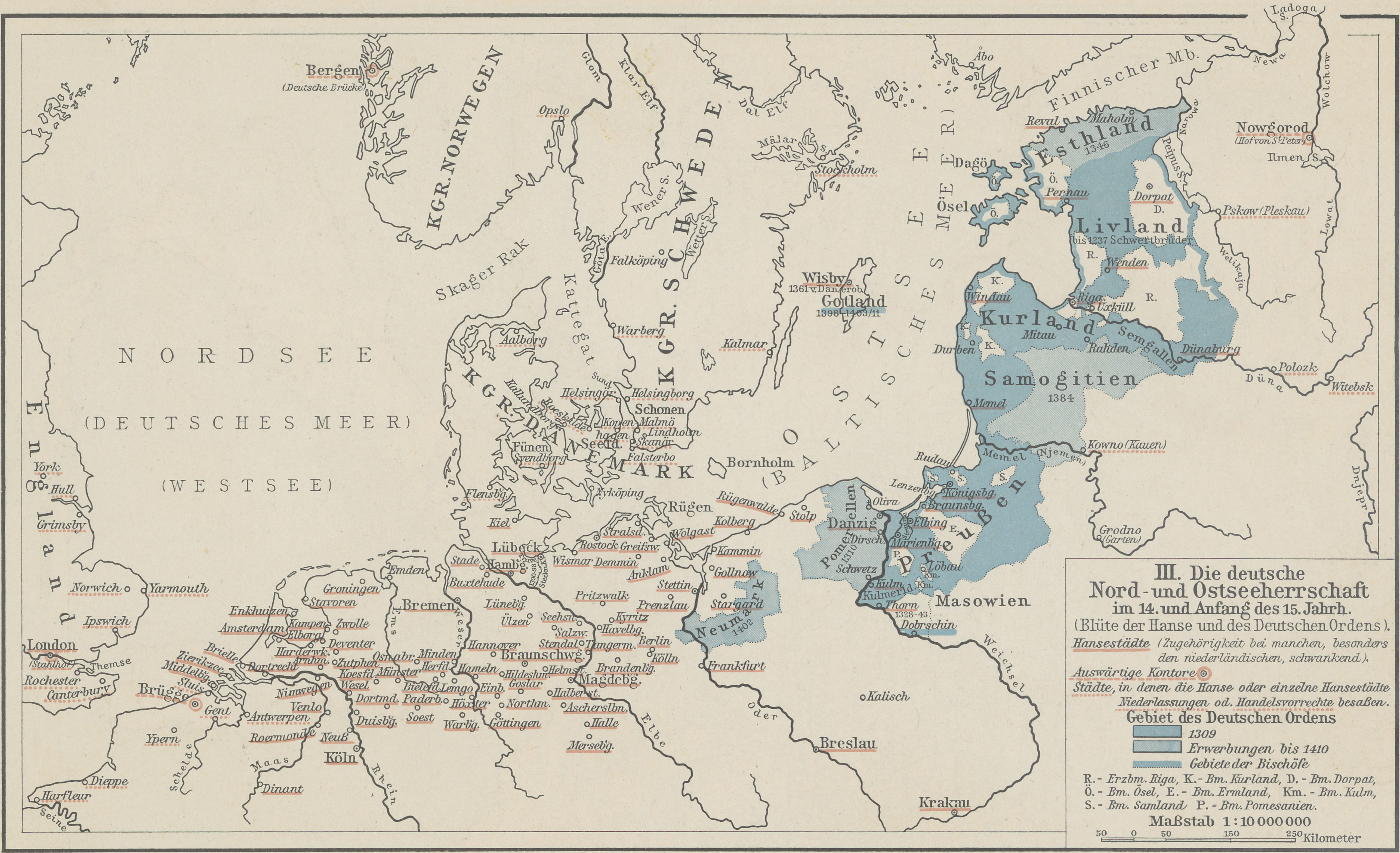
Villes et comptoirs de la Hanse.

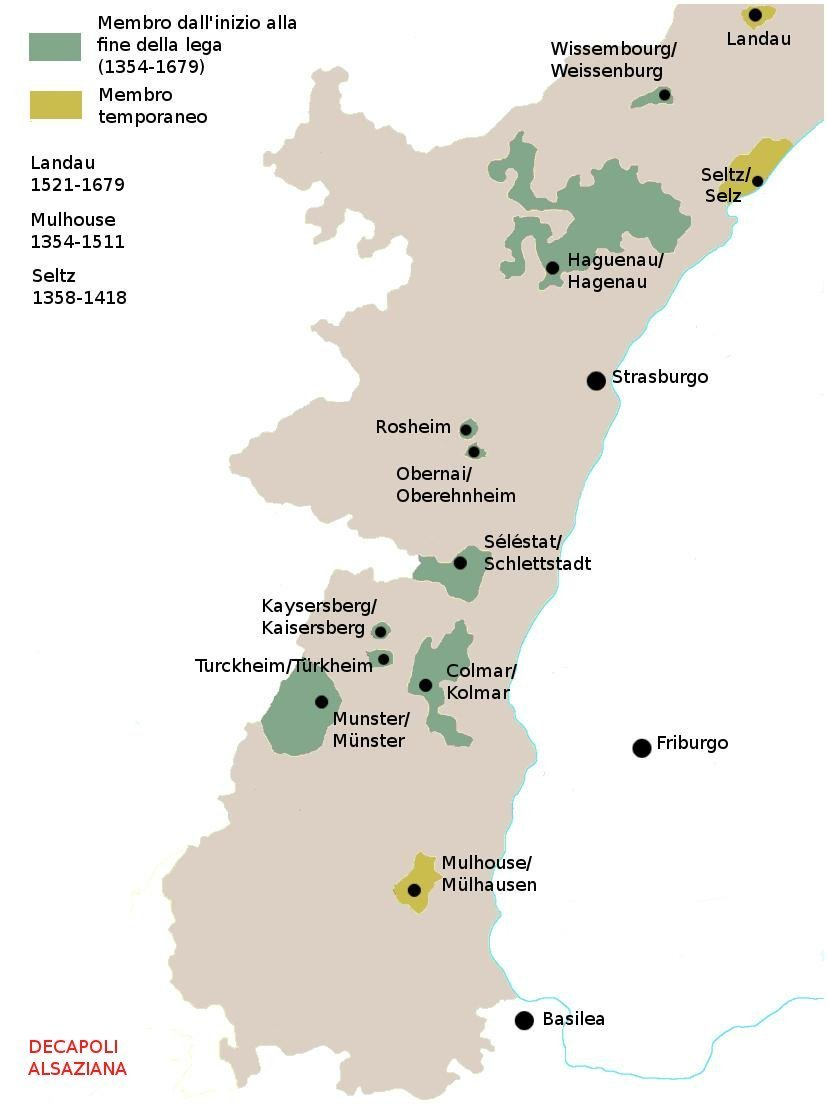
Villes membres de la Décapole alsacienne.

Un certain nombre de ligues urbaines (en allemand : Städtebünde, singulier Städtebund) ont joué un rôle important dans l'histoire du Saint Empire romain germanique. L'alliance militaire et l'assistance mutuelle ont renforcé la position des villes impériales, en particulier pendant la période de l'interrègne du XIIIe au XIVe siècle.
- 1167. La Ligue lombarde a été formée en 1167, avec le soutien du pape, pour contrer les tentatives des empereurs germaniques de la maison de Hohenstaufen de renforcer leur influence sur le royaume d'Italie. À son apogée, elle comprenait la plupart des villes du nord de l'Italie, mais sa composition a changé avec le temps. Avec la mort du troisième et dernier empereur Hohenstaufen, Frédéric II, en 1250, elle devient obsolète et est dissoute.
- 1190. La Ligue hanséatique était une confédération commerciale et défensive de guildes marchandes et de bourgs du nord-ouest et du centre de l'Europe. Issue de l'union de quelques villes du nord de l'Allemagne à la fin des années 1100, la ligue en est venue à dominer le commerce maritime de la Baltique pendant trois siècles le long des côtes de l'Europe du Nord. À  la fin du Moyen Âge, les territoires contrôlés par la Hanse s'étendaient de la Baltique à la mer du Nord et à l'intérieur des terres. L'influence de la Hanse diminue lentement après 1450.
- 1197. La Ligue toscane (en) comprenait les villes principales, les barons et les évêques du duché de Toscane, qui s'opposaient à l'empereur romain germanique, allié à la papauté. Les premiers signataires en étaient les communes de Lucques, Florence et Sienne, les habitants des châteaux de Prato et de San Miniato, ainsi que l'évêché de Volterra. S'y ajouta ensuite la ville d'Arezzo[1].
- 1254. La première Ligue rhénane n'a existé que de 1254 à 1257 ; elle comprenait 59 villes.
- 1259. La Ligue des villes wendes est une union de villes commerçantes d'Allemagne du Nord, préfigurant la Hanse.
- 1306. La Ligue des Trois Villes de Thuringe était une alliance réunissant les villes d'Erfurt, de Nordhausen et Mühlhausen contre la famille princière des Wettin de Saxe. Elle a existé de 1306 à 1481.
- 1346. La Ligue de Lusace (en) était une ligue de six villes de larégion bohémienne (1346-1635 ; et plus tard saxonne, 1635-1815) de la Haute-Lusace, qui a existé de 1346 à 1815. Les villes membres étaient Bautzen, Görlitz, Kamenz, Lauban, Löbau, et Zittau.
- 1354 . La Décapole était une alliance formée en 1354 par dix villes impériales alsaciennes du Saint Empire romain germanique pour garantir la défense de leurs droits. Elle fut dissoute en 1679.
- 1367 . La Confédération de Cologne était une alliance militaire orientée contre le Danemark signée en 1367 par les villes de la Ligue hanséatique lors de leur réunion appelée Hansetag à Cologne.
- 1381 . Une deuxième ligue rhénane et une première ligue souabe ont été formées en 1381, fusionnant cette même année avec la ligue sud-allemande. Il s'agissait d'un pacte de défense militaire contre la noblesse locale. La paix a finalement été conclue dans le traité de Heidelberg le 26 juillet 1384.
- 1412. La Pentapolis (en) était une alliance du XVe siècle  des cinq villes libres royales hongroises les plus importantes (aujourd'hui toutes situées en Slovaquie orientale) : Kassa (aujourd'hui Košice), Bártfa (Bardejov), Lőcse (Levoča), Eperjes (Prešov) et Kisszeben (Sabinov).
- 1440. La Ligue de Prusse a été formé le 21 février 1440 à Marienwerder par un groupe de 53 nobles et membres du clergé et 19 villes de Prusse, pour s'opposer aux chevaliers teutoniques. Elle basait son organisation sur celle d'une ligue antérieure aux objectifs similaires, l'Union du Lézard, fondée en 1397 par les nobles de la région de Chełmno.
- 1488. La Ligue de Souabe était une association de défense mutuelle et de maintien de la paix des États impériaux — villes impériales libres, prélats, principautés et chevaliers — principalement situés sur le territoire du premier duché médiéval de Souabe, établie en 1488 à la demande de l'empereur Frédéric III de Habsbourg et soutenue également par Bertold von Henneberg-Römhild, archevêque de Mayence, dont la vision conciliaire plutôt que monarchique du Reich le met souvent en désaccord avec le successeur de Frédéric, Maximilien. La Ligue souabe a coopéré au maintien de la paix impériale et a contribué, au moins à ses débuts, à freiner l'expansionnisme des ducs de Bavière expansionnistes de la maison de Wittelsbach ainsi que la menace révolutionnaire des Suisses. La Ligue tenait des réunions régulières, soutenait les tribunaux et maintenait une force unie de 12 000 fantassins et 1 200 cavaliers[2].